# 蒋海鹰
蒋海鹰（1967年—），湖南东安人，汉族，中华人民共和国政治人物、第十一届全国人民代表大会广东地区代表。
毕业于暨南大学水生物研究所水生生物学专业，是中共党员。担任汕尾党校常务副校长。2008年起担任全国人大代表。